# Fincantieri
Fincantieri – Cantieri Navali Italiani S.p.A. er et italiensk skibsværft beliggende i Trieste i Italien.
Værftet fik sin nuværende form i 1959 og var i 2012 den største skibsbygger beliggende i middelhavs-området med filial i Bremerhaven i Tyskland.
Firmaet etableredes i Rom i 1937 med hovedsæde i Trieste og har flere værfter i Italien, bl.a. Monfalcone.
Gennem tiderne har værftet bygget handels-, passager- og krigsskibe.
Værftet har blandt andet bygget krydstogtskibet Costa Concordia, som forliste ved øen Giglio den 13. januar 2012.